# Mus orangiae
Mus orangiae is een knaagdier uit het geslacht Mus dat voorkomt in het noorden van Oranje Vrijstaat (Zuid-Afrika). Deze soort wordt in verschillende classificaties beschouwd als een mogelijke verwant van Mus setzeri of als een ondersoort van de Afrikaanse dwergmuis (Mus minutoides); het is nog onduidelijk of het werkelijk een aparte soort is.